# Meyers (Familienname)
Meyers ist ein Familienname.

## Herkunft und Bedeutung
Der Name ist eine Variante von Meier. Bedeutung und Verbreitung siehe dort.

## Namensträger
- Al Meyers (1908–1976), US-amerikanischer Flugpionier
- Albert Meyers (* 1943), deutscher Archäologe und Altamerikanist, Ausgräber der Fuerte de Samaipata in Bolivien
- Albert I. Meyers (1932–2007), US-amerikanischer Chemiker
- Ann Meyers (* 1955), US-amerikanische Basketballspielerin
- Anne Akiko Meyers (* 1970), US-amerikanische Violinistin
- Ari Benjamin Meyers (* 1972), amerikanischer Komponist und Künstler
- Augie Meyers (* 1940), US-amerikanischer Musiker
- Benjamin Franklin Meyers (1833–1918), US-amerikanischer Politiker
- Bob Meyers (1924–2014), kanadischer Eishockeyspieler
- Carol Meyers (* 1942), Bibelwissenschaftlerin an der Duke University
- Daniel Meyers (* 1983), britischer Eishockeyspieler
- Dave Meyers (* 1972), US-amerikanischer Musikvideo- und Filmregisseur
- Dave Meyers (Basketballspieler) († 2015), US-amerikanischer Basketballspieler
- Elana Meyers Taylor (* 1984), US-amerikanische Bobsportlerin
- Emerson Meyers (1910–1990), US-amerikanischer Komponist, Pianist und Musikpädagoge
- Eric M. Meyers, Bibelwissenschaftler und Archäologe an der Duke University
- Françoise Bettencourt-Meyers (* 1953), französische Industriellen-Erbin und Autorin
- Franz Meyers (1908–2002), deutscher Politiker (CDU)
- Fritz Meyers (1919–1996), deutscher Heimatforscher und Schriftsteller
- Hack Meyers († 2015), US-amerikanischer Wrestler
- Hans Meyers (1912–2013), deutscher Künstler, Autor
- Harrie Meyers (1879–1928), niederländischer Radsportler
- Heinrich Meyers (1938–2000), deutscher Politiker (CDU)
- Jakobi Meyers (* 1996), US-amerikanischer American-Football-Spieler
- Jan Meyers (1928–2019), US-amerikanische Politikerin
- John Meyers (1880–1975), US-amerikanischer Schwimmer und Wasserballspieler
- Jonathan Rhys Meyers (Jonathan Michael Francis O'Keeffe; * 1977), irischer Theater- und Filmschauspieler
- Josh Meyers (Schauspieler) (Joshua Dylan Meyers, * 1976), US-amerikanischer Schauspieler
- Josh Meyers (Eishockeyspieler) (Joshua Meyers; * 1985), US-amerikanischer Eishockeyspieler
- Katya Meyers (* 1980), US-amerikanische Triathletin
- Krystal Meyers (* 1988), US-amerikanische christliche Rocksängerin
- Lemke Meyers († 1594), Frau, die aufgrund des Vorwurfs der Hexerei hingerichtet wurde
- Marc Meyers, US-amerikanischer Regisseur, Produzent und Drehbuchautor
- Mary Meyers (1946–2024), US-amerikanische Eisschnellläuferin
- Nancy Meyers (* 1949), US-amerikanische Regisseurin, Filmproduzentin und Drehbuchautorin
- Nick Meyers, australischer Filmeditor
- Norman George Meyers (* 1930), US-amerikanischer Mathematiker
- Pascal Meyers (* 1969), luxemburgischer Radrennfahrer
- Paul Meyers (1921–2011), belgischer Politiker
- Paul Meyers-Platen (1885–1951), deutscher Landrat
- Reinhard Meyers (* 1947), deutscher Politikwissenschaftler
- Robert Meyers (Politiker) (1913–1931), US-amerikanischer Jurist und Politiker
- Robert A. Meyers (Robert Allen Meyers; * 1936), US-amerikanischer Chemiker
- Robert J. Meyers, US-amerikanischer Psychologe
- Robert Roderick Meyers (1924–2014), kanadischer Eishockeyspieler, siehe Bob Meyers
- Seth Meyers (* 1973), US-amerikanischer Schauspieler
- Scott Meyers (* 1959), amerikanischer Softwareentwickler
- Shep Meyers (1936–2009), US-amerikanischer Pianist, Arrangeur und Komponist
- Sidney Meyers (1906–1969), US-amerikanischer Regisseur, Drehbuchautor und Filmeditor
- Victor Aloysius Meyers (1897–1991), US-amerikanischer Politiker
- William Meyers (1943–2014), südafrikanischer Boxer